# Afroarctia mamfei
Afroarctia mamfei là một loài bướm đêm thuộc phân họ Arctiinae, họ Erebidae.